# Ghidorah! Il mostro a tre teste
Ghidorah! Il mostro a tre teste (三大怪獣 地球最大の決戦?, San daikaijū - Chikyū saidai no kessen, lett. "Tre grandi mostri - La più grande battaglia decisiva sulla Terra") è un film del 1964 diretto da Ishirō Honda.
In questo film, quinto sequel di Godzilla del 1954, vengono introdotte due novità che diventeranno in seguito delle costanti della saga: la presenza di elementi extraterrestri e il drago spaziale tricefalo King Ghidorah, che diventerà la nemesi più famosa di Godzilla. Ma da questo film in poi ci sarà una grande svolta: Godzilla diventa buono e si trasforma in un eroe.
Ghidorah! Il mostro a tre teste è il titolo dell'edizione italiana che è stata resa disponibile dalla Cecchi Gori Home Video Pulp Video (distributore per l'Italia) il 9 settembre 2014. Il film è in giapponese con sottotitoli italiani.

## Trama
Una principessa himalayana viene posseduta dallo spirito di una abitante di Venere, scappata dal suo pianeta prima che venisse devastato dal mostruoso King Ghidorah, potente drago spaziale che viaggia nello spazio che attraversa con un meteorite. La principessa, che qualcuno intende assassinare, cerca di avvertire i potenti della Terra, ma non viene ascoltata. Solo nelle fatine-sacerdotesse di Mothra riesce a trovare un aiuto.
In quello stesso momento tuttavia fanno la loro comparsa anche Godzilla e Rodan, che cominciano ad attaccare il Giappone. Ma quando giungerà King Ghidorah, i due mostri, insieme a Mothra (in stato larvale), gli daranno battaglia, e riusciranno a sconfiggerlo. La principessa può così tornare nella sua patria, mentre Godzilla e Rodan osservano Mothra tornare alla sua isola.

## Curiosità
- Il capo dei cospiratori doveva inizialmente essere interpretato da Yoshio Tsuchiya, ma un impegno concomitante nella pellicola Barbarossa di Akira Kurosawa costrinse Honda a sostituirlo con Hisaya Ito.
- Anche Rodan, come Mothra, era già apparso in un film omonimo del 1956, diretto sempre da Ishirō Honda.